# هشترود
هشترود (بالفارسية: هشترود) هي مدينة تقع في إيران في البلدة المركزية. يقدر عدد سكانها بـ 18,418 نسمة .